# Barrage de Palandöken
Le barrage de Palandöken est un barrage en Turquie dans la province d'Erzurum.

## Sources
- (en) www.dsi.gov.tr/tricold/palandok.htm Site de l'agence gouvernementale turque des travaux hydrauliques